# 旧门满族乡
旧门满族乡是中华人民共和国辽宁省葫芦岛市兴城市下辖的一个民族乡。

## 行政区划
旧门满族乡下辖以下村级行政区划单位：
旧门村、三道村、刘屯村、草白村、半道子村、望川村、金凡村和李屯村。